# Mariner 5
La sonda espacial Mariner 5 va ser la cinquena d'una sèrie de naus espacials de la NASA dintre del Programa Mariner usades per a l'exploració en la manera de vol de retorn. El Mariner 5 va ser una sonda espacial restaurada de respatller de la missió Mariner 4 i es va canviar l'objectiu de visitar Mart per Venus.
La sonda espacial va estar completament estabilitzada en l'altitud, usant al Sol i a Canopus com referències. Una computadora central i un subsistema seqüenciador van donar les seqüències de temps i els serveis de còmput per a altres subsistemes de sondes espacials.
El Mariner 5 va ser llançat el 14 de juny de 1967, i va arribar al veïnatge de Venus el 19 d'octubre de 1967. La sonda espacial va carregar un complement d'experiments per a sondejar l'atmosfera de Venus amb ones de ràdio, examinar la seva lluentor en llum ultravioleta, i mostrar les partícules solars i fluctuacions de camps magnètics sobre el planeta.
La distància més propera de vol va ser de 3.990 km i, amb instruments més avançats que els precedents, el Mariner 5 va poder mostrar una nova llum sobre el planeta calent i cobert de núvols i sobre les condicions en l'espai interplanetari. La sonda espacial també va avançar les tècniques de construcció i operació de les naus espacials interplanetàries, així com ho va fer abans cada Mariner. Totes les operacions en el Mariner 5 van ser acabades al novembre de 1967.